# Кумар, Нареш (теннисист)
Нареш Кумар (хинди नरेश कुमार, в.-пандж. ਨਰੇਸ਼ ਕੁਮਾਰ; 22 декабря 1928, Лахор, Пенджаб, Британская Индия — 14 сентября 2022, Калькутта) — индийский теннисист-любитель, теннисный тренер и спортивный журналист. Победитель 5 любительских теннисных турниров, игрок (1952—1960) и неиграющий капитан (1989—1993) сборной Индии в Кубке Дэвиса. Лауреат премий «Арджуна» (1962) и «Дроначарья» (2020).

## Игровая карьера
Родился в 1928 году в Лахоре. В 1949 году впервые обратил на себя внимание как теннисист, когда дошёл до последних раундов в национальном чемпионате Индии и Северном чемпионате по лаун-теннису. В том же году дебютировал в составе сборной Индии на чемпионате Азии.
В 1952 году впервые сыграл за сборную Индии в Кубке Дэвиса. С 1954 по 1960 год выступал за сборную каждый сезон, в общей сложности одержав 26 побед в 20 встречах (14 побед при 15 поражениях в одиночном разряде и 12 побед при 5 поражениях в парном). В 1956 и 1959 годах помог индийской команде выйти в межзональный турнир, где она оба раза уступила сборной США с одинаковым счётом 1:4.
С 1949 года регулярно участвовал в розыгрышах Уимблдонского турнира в основной сетке. Лучшего результата добился в 1955 году, когда дошёл до 4-го круга прежде, чем уступить первой ракетке США и будущему чемпиону Тони Траберту. Дважды, выбывая из основного турнира на ранних этапах, доходил до финала утешительного турнира Wimbledon Plate, в 1952 году проиграв Луису Айяле, а в 1961 году — Йёргену Ульриху. Успешно выступал также в мужских и смешанных парах, в обоих разрядах достигнув четвертьфиналов. В мужских парах показал этот результат в 1953 году с Нарендрой Натхом и в 1955 и 1958 годах с Раманатханом Кришнаном. В миксте стал четвертьфиналистом в 1957 году с представительницей ФРГ Эддой Будинг. В общей сложности провёл на Уимблдоне 101 матч за 19 лет. На чемпионате Франции свой лучший результат показал в 1958 году, пробившись в 3-й круг. Выступая на всём протяжении карьеры как любитель, выиграл 5 любительских турниров: чемпионаты Уэльса и Ирландии в 1952 году, чемпионат Ирландии в 1953 году, чемпионат Эссекса в 1957 году и Венгенский турнир в Швейцарии в 1958 году. В 1962 году удостоен индийской спортивной премии «Арджуна». Завершил игровую карьеру в 1969 году выступлением на очередном чемпионате Азии.

## Дальнейшая карьера
Впоследствии Кумар работал как тренер. Среди его учеников был Леандер Паес. В 1989 году Кумар занял пост капитана сборной Индии в Кубке Дэвиса и в следующем году впервые выпустил 16-летнего Паеса на корт в составе сборной. Молодой игрок в паре с Зишаном Али провёл пятисетовую встречу против соперников из сборной Японии и принёс своей команде решающее очко, победив в пятом сете со счётом 18:16. В 1993 году Кумар вывел сборную Индии в полуфинал Мировой группы Кубка Дэвиса, когда команда, состоявшая из Паеса и Рамеша Кришнана, обыграла со счётом 3:2 сборную Франции во Фрежюсе. Ушёл в отставку с поста капитана после полуфинального поражения от австралийцев. В общей сложности индийцы под руководством Кумара одержали 8 побед в 11 матчах.
В Южном клубе Калькутты Кумар работал также с такими будущими ведущими теннисистами Индии как Джайдип Мукерджи и Премджит Лалл. В 2020 году он стал лауреатом индийской тренерской премии «Дроначарья» за достижения карьеры, став первым теннисным тренером, удостоившимся этой награды. Работал также как спортивный журналист и теннисный комментатор, вёл репортажи на хинди и английском языке.
Умер в Калькутте в сентябре 2022 года в возрасте 93 лет, оставив после себя жену Суниту, сына и двух дочерей.